# Gyraldose

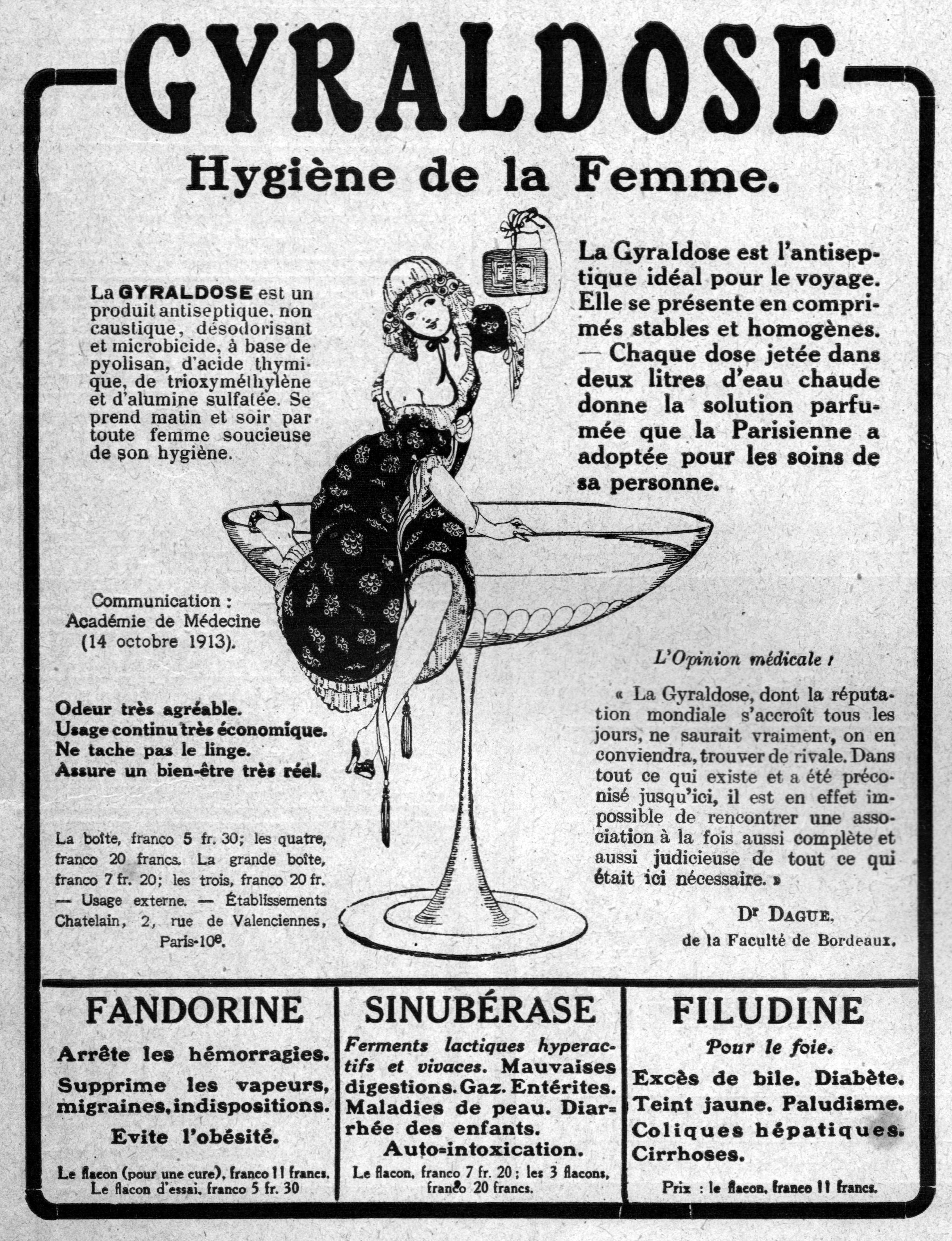
publicité pour la Gyraldose

La Gyraldose est un ancien antiseptique utilisé pour la toilette intime des dames, disparu des pharmacies, mais dont les publicités ont été conservées, notamment à la Bibliothèque de France, et numérisées sur Gallica.

## En pharmacie
La Gyraldose était un produit des laboratoires Châtelain, créé à une date inconnue, et disparu vers la fin des années 1950. On connaît mal sa composition exacte et son historique, car les archives du laboratoire Châtelain ont disparu depuis que l'entreprise a été rachetée en Suisse. Ces informations sont issues des recherches de Lucie Coignerai-Devillers dans Revue d'histoire de la pharmacie n° 276, citées dans Courbevoie, berceau de la pharmacie française. Mais les mérites de cet antiseptique ont été abondamment vantés par de multiples publicités
En 1918 la publicité indique dans les composants : « à base de pyolisan, d'acide thymique (thymol), de trioxyméthylène (1,3,5-Trioxane) et d'alumine sulfatée (probablement du sulfate d'aluminium) ». On trouve également dans une base de données en catalan sur les médicaments anciens les proportions suivantes :
- Pyolisan (sodi paratoluè, sulfocloramina sulfofenat de zinc, fluorur de sodi[Traduire passage]) : 23
- trioxyméthylène : 0,50
- acide thymique : 0,50
- sulfate d'aluminium et de potasse : 50
- excipient : 25

## En littérature
La Gyraldose apparaît en littérature en 1933 sous la plume de  Marcel Aymé dans le roman La Jument verte : le curé de Claquebue « sachant que le bidet ou la gyraldose ont des effets plus subversifs qu'un banquet anticlérical de vendredi saint, il en préservait ses brebis. »
En poésie, la Gyraldose a fait son apparition sous la plume de Boris Vian entre 1947 et 1949 dans le recueil Cantilènes en gelée où un poème de huit vers intitulé Chanson galante, cite cet incontournable produit de la féminité dans un ensemble érotique faisant aussi allusion au cunnilingus  : « ...Le matin, je prélèverai ma dose, et tu prendras en retour, Mon amour, ta ration de Gyraldose. »

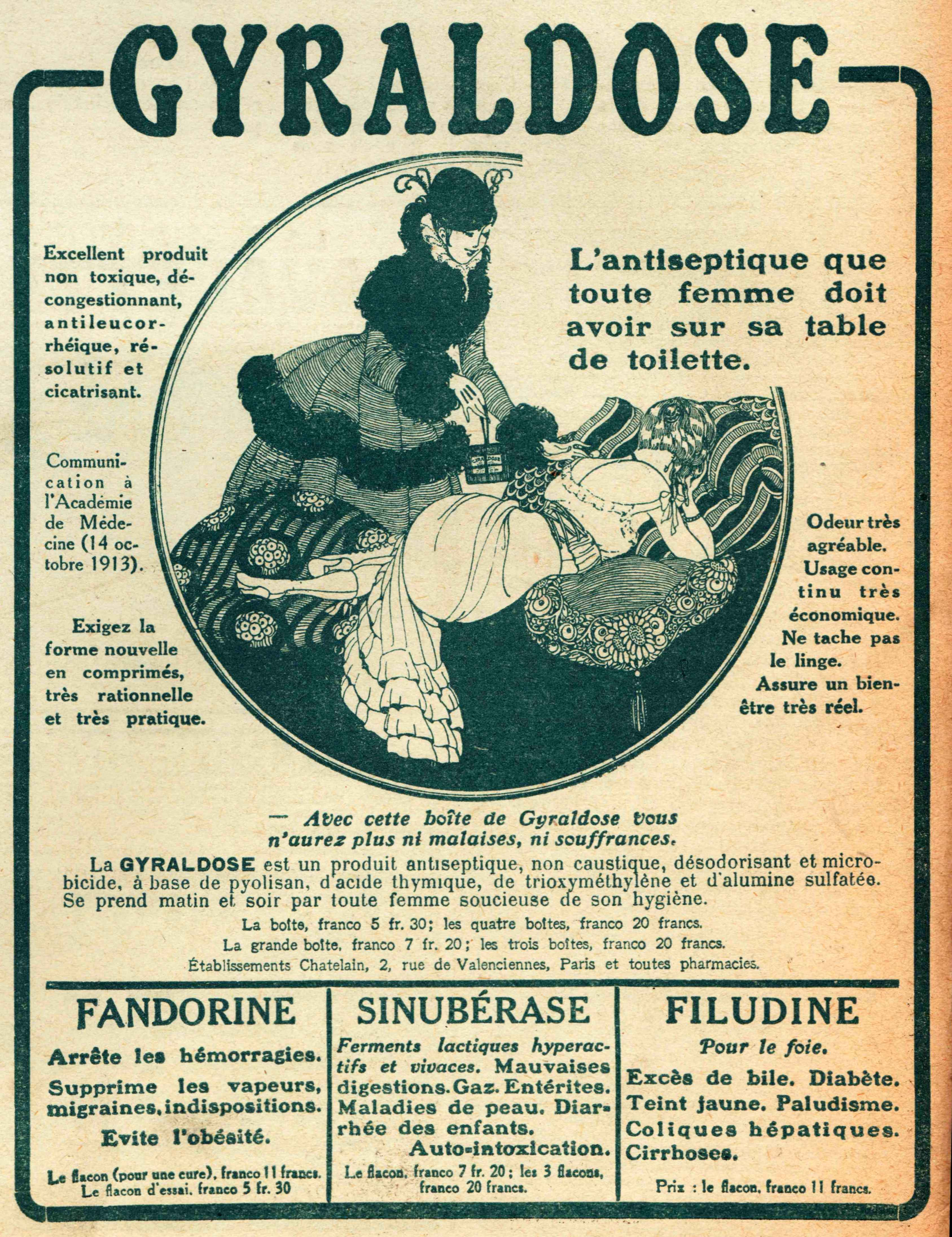
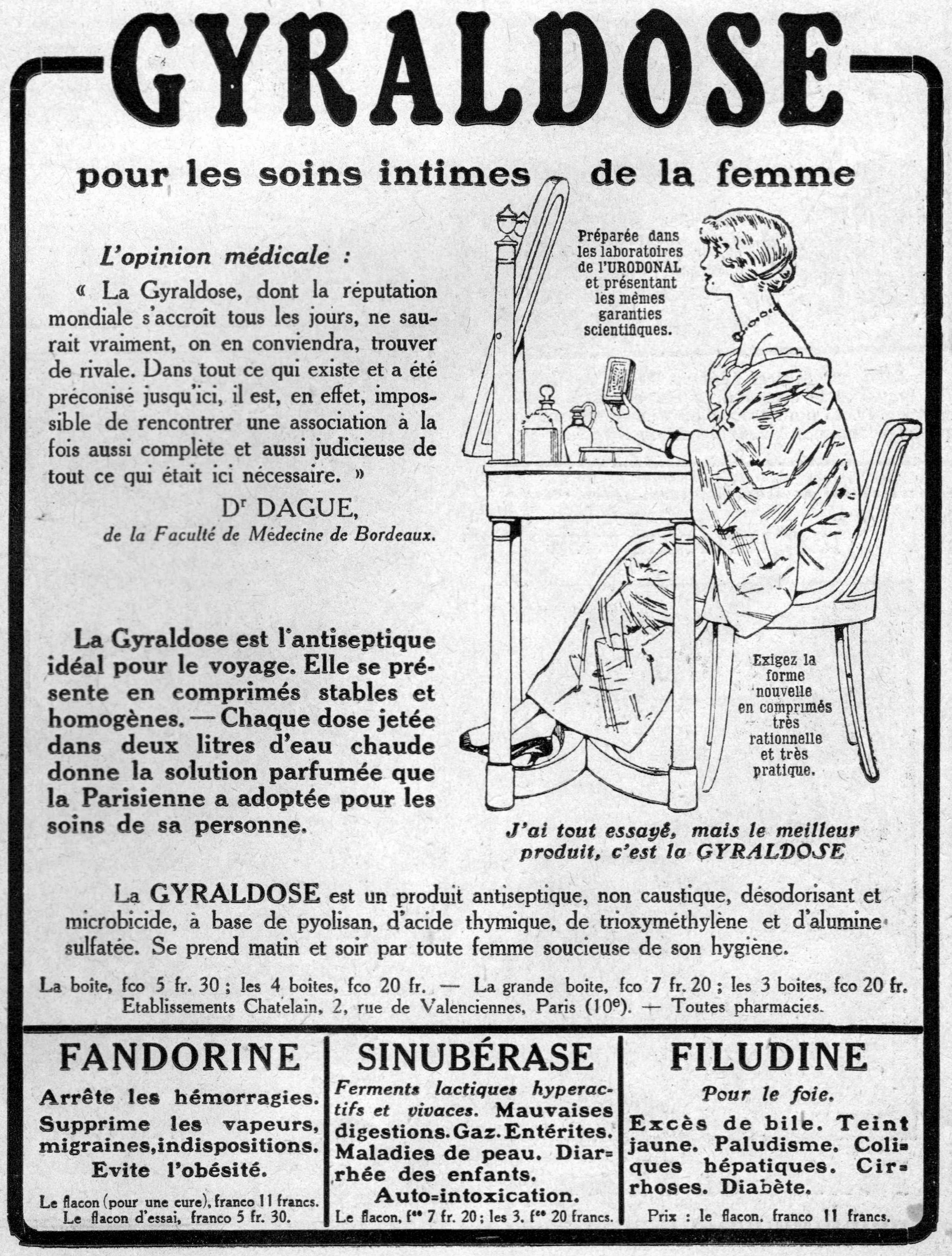
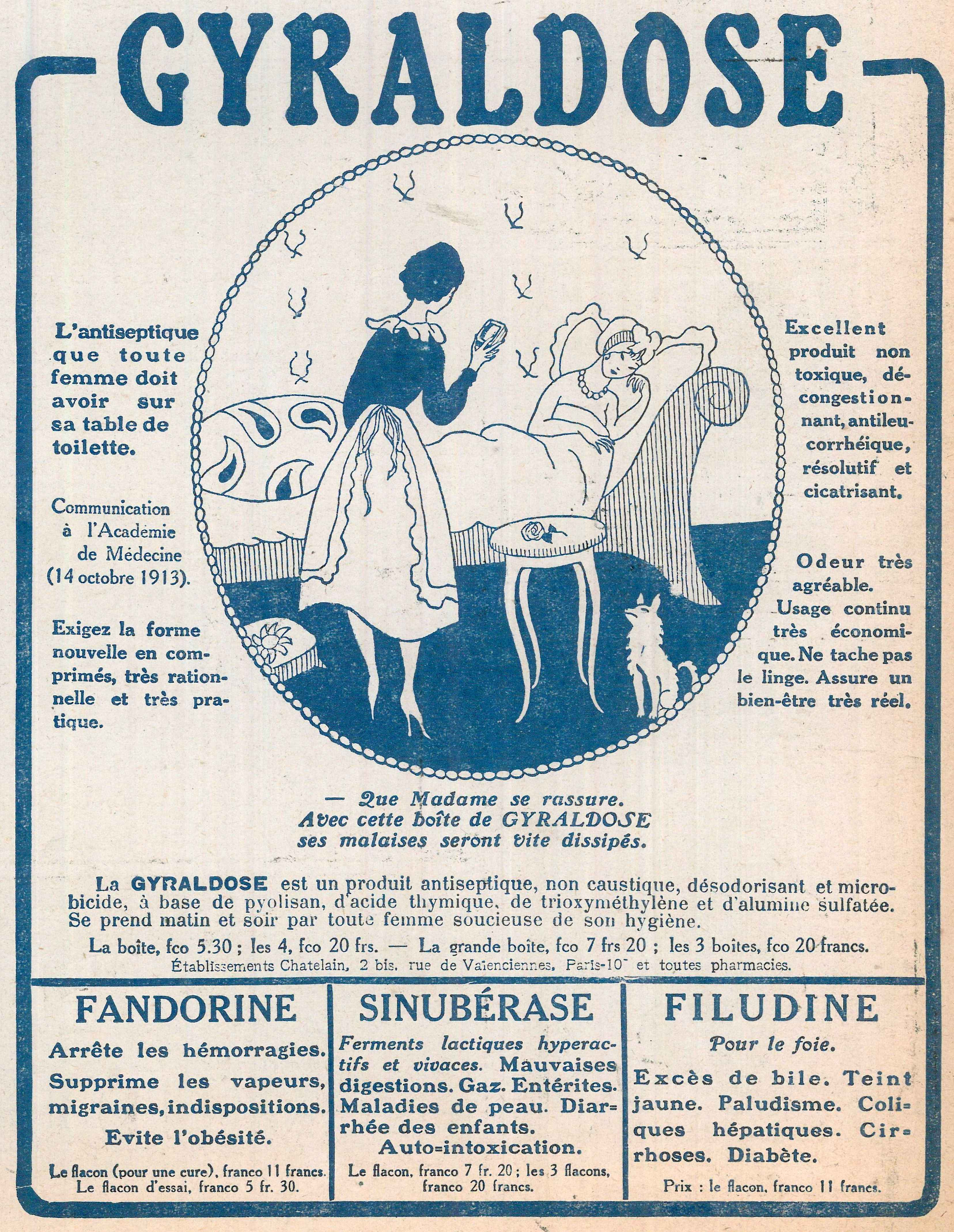
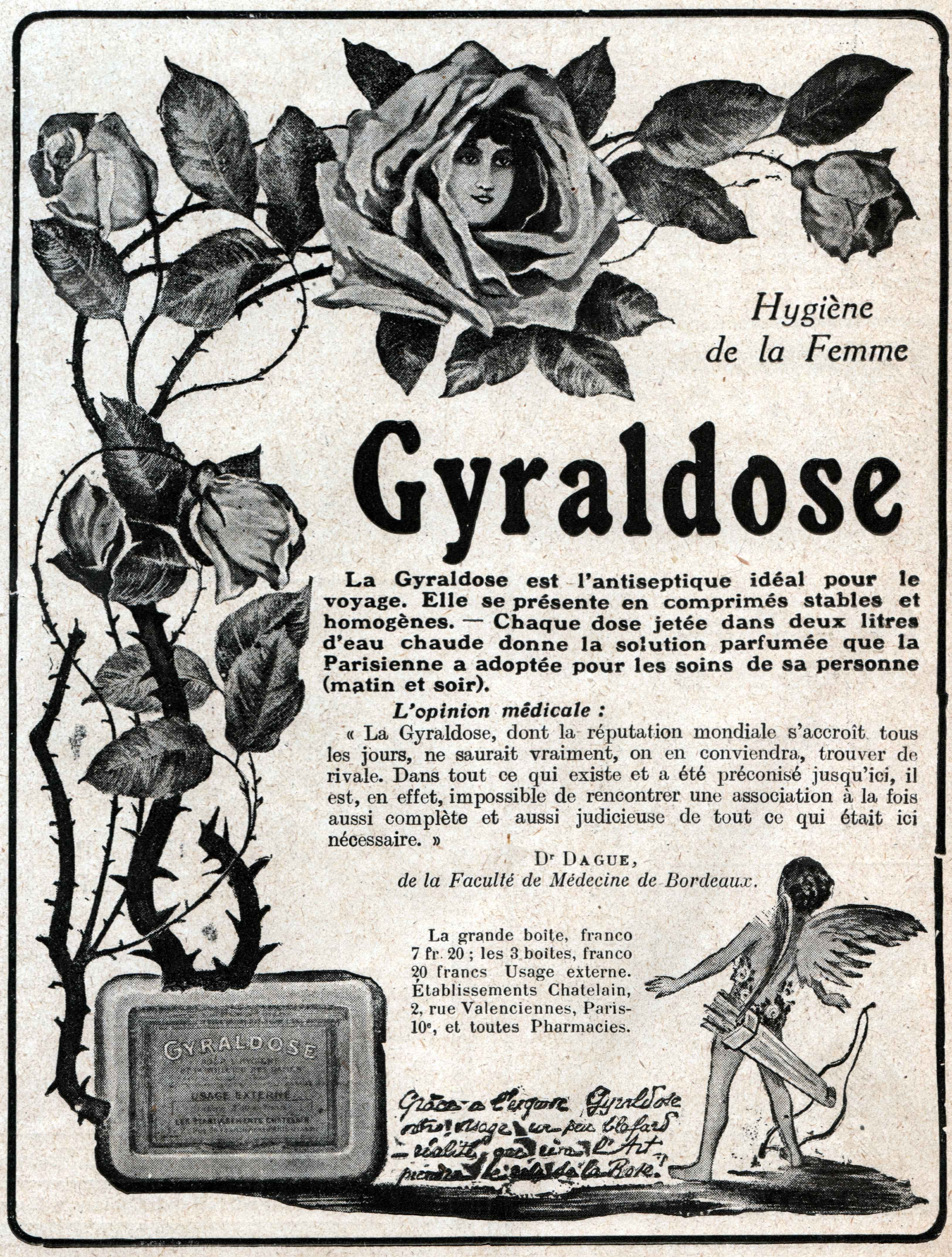